# Carlo Piazza
Carlo Maria Piazza (21. března 1871, Busto Arsizio, Itálie – 24. června 1917) byl italský průkopník fotografického průzkumu a vojenského zpravodajství. Byl také specialistou na sestavování topografických map. 24. a 25. února 1912 kapitán Carlo Piazza ve válce proti Turecku poprvé během letu použil k průzkumné činnosti fotografický přístroj.

## Životopis
V mládí vynikal v šermu a střelbě ze zbraní. Pilotní licenci oficiálně získal 30. června 1911 v Somma Lombardo. Během italsko-tureckého konfliktu 1911 - 1912, kde bojovala Itálie proti Osmanské říši v Africe, uskutečnil 23. října 1911 italský kapitán Piazza první bojový průzkumný let na jednoplošníku Blériot XI. O pár měsíců později v březnu 1912 kapitán Piazza pořídil historicky první fotografie z letounu.  Byla to dokumentace tureckých postavení.
Byl prvním pilotem na světě, který fotografoval pozice nepřátelských vojsk z letounu, což pomáhalo velitelům přímo na místě. To se dříve provádělo z balónů s posádkou, která však byla ohrožena nepřátelskou palbou a nemohla se dostat příliš daleko za nepřátelskou linii. Tím, že se mohlo letět a fotografovat přímo nad nepřátelskými pozicemi, poskytlo velitelům mnohem lepší pohled na bojiště a techniku. V zákopové válce se brzy stala letecká fotografie běžnou praxí pro všechny zúčastněné země.

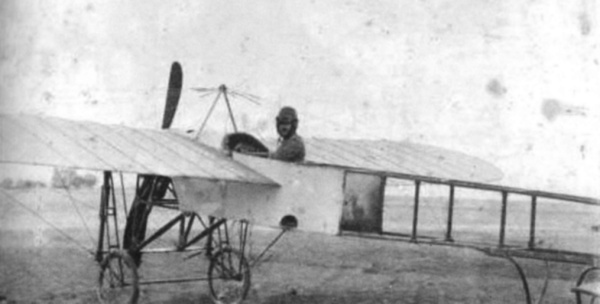
Letoun Blériot XI; na tomto jednoplošníku Piazza létal

Piazza zemřel v roce 1917 na italské frontě během první světové války.